# Vuelta a Andalucía 1994
La Vuelta a Andalucía 1994, quarantesima edizione della corsa ciclistica, si svolse dal 8 al 13 febbraio 1994 su un percorso di 859 km ripartiti in 7 tappe. Fu vinta dall'italiano Stefano Della Santa della Mapei-CLAS davanti al belga Luc Roosen e allo spagnolo Francisco Cabello.

## Tappe
| Tappa  | Data        | Percorso                                          | km    | Vincitore di tappa  | Leader cl. generale |
| ------ | ----------- | ------------------------------------------------- | ----- | ------------------- | ------------------- |
| 1ª     | 8 febbraio  | Chiclana de la Frontera > Chiclana de la Frontera | 118   | Ángel Edo           | Ángel Edo           |
| 2ª     | 9 febbraio  | Trebujena > Dos Hermanas                          | 173.1 | Adriano Baffi       | Adriano Baffi       |
| 3ª     | 10 febbraio | Morón de la Frontera > Torrox                     | 202   | Adriano Baffi       | Adriano Baffi       |
| 4ª     | 11 febbraio | Torrox > Sierra Nevada                            | 156   | Stefano Della Santa | Stefano Della Santa |
| 5ª     | 12 febbraio | Alcalá la Real > Jaén                             | 79.2  | Ján Svorada         | Stefano Della Santa |
| 6ª     | 12 febbraio | Jaén > Jaén (cron. individuale)                   | 6.8   | Stefano Della Santa | Stefano Della Santa |
| 7ª     | 13 febbraio | Torredonjimeno > Granada                          | 124   | Adriano Baffi       | Stefano Della Santa |
| Totale | Totale      | Totale                                            | 859   |                     |                     |

## Dettagli delle tappe

### 1ª tappa
- 8 febbraio: Chiclana de la Frontera > Chiclana de la Frontera – 118 km

| Pos. | Corridore         | Squadra       | Tempo    |
| ---- | ----------------- | ------------- | -------- |
| 1    | Ángel Edo         | Kelme         | 3h11'46" |
| 2    | Adriano Baffi     | Mercatone Uno | s.t.     |
| 3    | Alfonso Gutierrez | Artiach       | s.t.     |

| Pos. | Corridore | Squadra | Tempo |
| ---- | --------- | ------- | ----- |
| 1    | Ángel Edo | Kelme   |       |

### 2ª tappa
- 9 febbraio: Trebujena > Dos Hermanas – 173,1 km

| Pos. | Corridore       | Squadra       | Tempo    |
| ---- | --------------- | ------------- | -------- |
| 1    | Adriano Baffi   | Mercatone Uno | 5h08'49" |
| 2    | Marcel Wüst     | Novemail      | s.t.     |
| 3    | Mario De Clercq | Lotto         | s.t.     |

| Pos. | Corridore     | Squadra       | Tempo |
| ---- | ------------- | ------------- | ----- |
| 1    | Adriano Baffi | Mercatone Uno |       |

### 3ª tappa
- 10 febbraio: Morón de la Frontera > Torrox – 202 km

| Pos. | Corridore              | Squadra       | Tempo    |
| ---- | ---------------------- | ------------- | -------- |
| 1    | Adriano Baffi          | Mercatone Uno | 5h08'49" |
| 2    | Asier Guenetxea Sarain | Artiach       | s.t.     |
| 3    | Ján Svorada            | Lampre        | s.t.     |

| Pos. | Corridore     | Squadra       | Tempo |
| ---- | ------------- | ------------- | ----- |
| 1    | Adriano Baffi | Mercatone Uno |       |

### 4ª tappa
- 11 febbraio: Torrox > Sierra Nevada – 156 km

| Pos. | Corridore           | Squadra    | Tempo    |
| ---- | ------------------- | ---------- | -------- |
| 1    | Stefano Della Santa | Mapei-CLAS | 3h11'44" |
| 2    | Luc Roosen          | Lotto      | a 41"    |
| 3    | Francisco Cabello   | Kelme      | a 1'10"  |

| Pos. | Corridore           | Squadra    | Tempo |
| ---- | ------------------- | ---------- | ----- |
| 1    | Stefano Della Santa | Mapei-CLAS |       |

### 5ª tappa
- 12 febbraio: Alcalá la Real > Jaén – 79,2 km

| Pos. | Corridore       | Squadra       | Tempo    |
| ---- | --------------- | ------------- | -------- |
| 1    | Ján Svorada     | Lampre        | 1h49'27" |
| 2    | Serge Baguet    | Lotto         | s.t.     |
| 3    | Michele Bartoli | Mercatone Uno | s.t.     |

| Pos. | Corridore           | Squadra    | Tempo |
| ---- | ------------------- | ---------- | ----- |
| 1    | Stefano Della Santa | Mapei-CLAS |       |

### 6ª tappa
- 12 febbraio: Jaén > Jaén (cron. individuale) – 6,8 km

| Pos. | Corridore           | Squadra       | Tempo |
| ---- | ------------------- | ------------- | ----- |
| 1    | Stefano Della Santa | Mapei-CLAS    | 8'55" |
| 2    | Viatcheslav Ekimov  | Wordperfect   | a 1"  |
| 3    | Adriano Baffi       | Mercatone Uno | s.t.  |

| Pos. | Corridore           | Squadra    | Tempo |
| ---- | ------------------- | ---------- | ----- |
| 1    | Stefano Della Santa | Mapei-CLAS |       |

### 7ª tappa
- 13 febbraio: Torredonjimeno > Granada – 124 km

| Pos. | Corridore     | Squadra       | Tempo    |
| ---- | ------------- | ------------- | -------- |
| 1    | Adriano Baffi | Mercatone Uno | 3h06'55" |
| 2    | Jo Planckaert | Novemail      | s.t.     |
| 3    | Ángel Edo     | Kelme         | s.t.     |

| Pos. | Corridore           | Squadra    | Tempo     |
| ---- | ------------------- | ---------- | --------- |
| 1    | Stefano Della Santa | Mapei-CLAS | 24h31'14" |
| 2    | Luc Roosen          | Lotto      | a 1'07"   |
| 3    | Francisco Cabello   | Kelme      | a 1'17"   |

## Classifiche finali

### Classifica generale
| Pos. | Corridore              | Squadra         | Tempo     |
| ---- | ---------------------- | --------------- | --------- |
| 1    | Stefano Della Santa    | Mapei-CLAS      | 24h31'14" |
| 2    | Luc Roosen             | Lotto           | a 1'07"   |
| 3    | Francisco Cabello      | Kelme           | a 1'17"   |
| 4    | Bo Hamburger           | TVM-Bison Kit   | a 1'43"   |
| 5    | Viatcheslav Ekimov     | Wordperfect     | a 1'50"   |
| 6    | Antonio Sánchez García | Artiach-Nabisco | a 3'05"   |
| 7    | Ángel Edo              | Kelme           | a 3'26"   |
| 8    | Manuel Fernandez Gines | Mapei-CLAS      | a 3'58"   |
| 9    | Maarten den Bakker     | TVM-Bison Kit   | a 4'17"   |
| 10   | Miguel Ángel Martínez  | ONCE            | a 4'28"   |